# Johann Ehrhardt Sünderhauf
Johann Ehrhardt Sünderhauf (* 20. März 1817 in Kleinzöbern; † 2. August 1890 ebenda) war ein sächsischer Landtagsabgeordneter. Der Gutsbesitzer saß für die Konservativen von 1869 bis 1875 als Abgeordneter des 45. ländlichen Wahlkreises in der Zweiten Kammer des Sächsischen Landtags.